# Wumao Xiang
Wumao Xiang (kinesiska: 物茂, 物茂乡) är en socken i Kina. Den ligger i provinsen Yunnan, i den sydvästra delen av landet, omkring 130 kilometer nordväst om provinshuvudstaden Kunming. Antalet invånare är 16 002. Befolkningen består av 7 849 kvinnor och 8 153 män. Barn under 15 år utgör 18,0 %, vuxna 15-64 år 72 %, och äldre över 65 år 8,0 %.
Genomsnittlig årsnederbörd är 839 millimeter. Den regnigaste månaden är juli, med i genomsnitt 202 mm nederbörd, och den torraste är januari, med 4 mm nederbörd.